# Esteban Arrangoiz Julien
Esteban Arrangoiz Julien, Ciudad de México (México), 19 de octubre de 1979 es un director de cine que se desenvuelve como cineasta y promotor cultural. Le gusta trabajar con los límites del cine, cuestionándose el lenguaje cinematográfico, para así compartir sus historias, preocupaciones y sensaciones con libertad narrativa.  Sus cortometrajes se han presentado en los principales festivales de cine alrededor del mundo con los cuales ha ganado diversos premios nacionales e internacionales.  
En el 2017 ganó el  Oso a Mejor Cortometraje en el Festival Internacional de Cine de Berlín  con su cortometraje Ensueño en la Pradera.  Dicha cinta, es un ensayo cinematográfico que combina imágenes documentales y de ficción para reflexionar sobre los efectos de la violencia que se vive en ciertos estados de la República Mexicana. Con su documental "" ganó los principales festivales de México,  incluyendo el premio a mejor cortometraje documental en el Festival Internacional de Cine de Morelia 2015 , el Premio Aciertos a mejor Cortometraje en el Festival Internacional de Cine UNAM 2016
y el premio a mejor cortometraje documental en el Festival Internacional de Cine de Guanajuato 2016. En el 2011 ganó el Premio Ariel a Mejor Cortometraje Documental en la LIII edición de los Premios Ariel de la  Academia Mexicana de Artes y Ciencias Cinematográficas, por su cortometraje  Río Lerma (cortometraje), un ensayo visual y sonoro sobre el agua en la época posmoderna que cuestiona los antiguos preceptos de modernidad y progreso, haciendo un recorrido del agua en el Río Lerma desde que nace, se nutre, para después ser utilizada.
También incursionó en el terreno de la videoinstalación, en 2014 estrenó la obra colectiva 1-00 INTERFERENCIA en el Laboratorio Arte Alameda.

## Filmografía
- Ensueño en la Pradera (2017) - Director, Productor, Editor y Fotografía
- [[]] (2015) -  Director, Productor, Guionista y Editor
- Río Lerma (2010) - Codirector, Productor, Guionista y Editor
- Fraude México 2006 (2007) - Fotografía